# Lijst van Belgische adelsverheffingen 1968
Personen die in 1968 in de adel werden opgenomen of een adellijke titel hebben verworven.

## Graaf
- Jonkheer Albert de Bethune Hesdigneul (1916-1986), de titel graaf, overdraagbaar bij eerstgeboorte.

## Burggraaf
- Raoul Hayoit de Termicourt (1893-1970), erfelijke adel en de titel burggraaf, overdraagbaar bij eerstgeboorte.

## Baron
- Jonkheer Louis de Cartier de Marchienne, de titel baron, overdraagbaar bij eerstgeboorte.
- Emile van Dievoet, postume erfelijke adel en persoonlijke titel van baron.
- Baron Ernest Fallon (1909-1993), generaal-majoor, uitbreiding van de titel tot alle afstammelingen die de naam dragen.
- Henri Moreau de Melen, minister, erfelijke adel en persoonlijke titel baron.
- Jonkheer Guy Poswick (1897-1984), de titel baron, overdraagbaar bij eerstgeboorte.
- Jonkheer Etienne Terlinden (1916-2005), de persoonlijke titel baron.

## Barones
- Eugenie Bulens, weduwe van Emile van Dievoet, persoonlijke adel.

## Ridder
- Jean-Charles Beaucarne d'Eenaeme (1906-1996), elektrotechnisch ingenieur, erfelijke adel met de titel van ridder, overdraagbaar bij eerstgeboorte.
- Jonkheer Pierre Biebuyck (1909), de titel ridder, overdraagbaar bij eerstgeboorte.
- Jean-Pierre Cartuyvels (1923- ), erfelijke adel en de titel van ridder, overdraagbaar bij eerstgeboorte.
- Yves Devadder (1908-1981), erfelijke adel met de titel ridder, overdraagbaar bij eerstgeboorte.
- Anatole de Granges de Surgères (1908-1993), directeur-generaal ministerie van Justitie, erfelijke adel met de titel ridder, overdraagbaar bij eerstgeboorte.

## Jonkheer
- Jacques Gilain (1894-1982), industrieel, erfelijke adel.
- Paul Timmermans (1925-1998), erfelijke adel.
- Pierre van der Vaeren (1914- ), erfelijke adel.
- Jacques van der Vaeren (1917-1988), erfelijke adel.